# 성급한 일반화
성급한 일반화(性急한 一般化, 영어: hasty generalization) 또는 부당한 일반화의 오류(不當한 一般化의 誤謬)란 몇 개의 사례나 경험으로 전체 또는 전체의 속성을 단정짓고 판단하는 데서 발생하는 오류이다. 불확실한 증거를 기반으로 둔 귀납적 일반화에 도달하는데 귀납적 오류의 논리적 오류를 일컫는 말이다. 일반적으로 모든 개체군 중에 비효율적이게 일부 집단만을 통계로 조사해서 그것을 바탕으로 폭넓은 결론에 도달하는 것을 말한다. 반댓말은 나태한 귀납이라고 하며 혹은 귀납 추론의 논리적 결론을 거부하는 것이다.(예를 들면, "저건 그냥 타이밍이 맞았을 뿐이라고.") 아래와 같은 논증형식의 추론을 말하기도 한다.
A는 X 다.
B 도 X 다.
C 도 X 다.
D 도 X 다.
그러므로 어떠한 경우라도 X 다.
이 형식은 논리적으로 타당하지 않다. 적은 예에서 일반적인 결론을 도출하려고 했으며, 이것이 성급한 일반화가 된다. 즉 X를 만족하는 것이 존재한다는 것 중 일부의 사실로부터 전체를 판단하고 있기 때문에 이것은 틀리는 것이다.

## 구체적인 예
A라는 사람이 X시를 처음 여행한다고 하자. 이때 A는 사람을 10명 봤으며 모두 어린이다. A는 자신의 마을로 돌아와서 X시에는 어른이 한 명도 없었다고 말한다.
A와 B라는 사람이 전당포를 지난다. A는 유리 너머에 비치는 전당포의 시계가 그의 할아버지가 찼던걸로 보이는 시계로 생각하고 주의깊게 여긴다. 이러한 상황에서 볼 때 B는 이렇게 결론짓는다.
A의 할아버지가 그의 시계를 담보로 넣었다. 또는
A의 할아버지는 보석에 대해 높은 심미안을 가지고 있다. 또는
A의 할아버지는 과시욕이 있다. 또는
A의 할아버지는 이제 몇 시인지를 얘기할 수 없다.
문장의 앞뒤관계도 관련이 있다. 수학에서 폴리야 추론은 906,150,257 이하인 수에는 성립하지만 그것을 넘는 수에는 성립할 수 없다. 9억 6백만개의 경우로 모든 숫자가 옳다고 추측하는 것은 보통 섣부른 판단이라고 부르기 어렵다. 하지만 수학에서 추론이란 그것이 모두 들어맞을 때만 그 단어를 유지한다.(그 밖의 예 문단 참고.)
성급한 일반화는 인종차별적인 생각이나 편견이 기본잣대로 작용하기도 한다. 어느 한 사람이 그 모임의 일부만을 보고서 모든 사람들을 추론할 것이다. 예를 들면, 어떤 사람이 유대인에 대해 '게걸스럽고 까탈스러운 멍청이이며 구두쇠'라는 인식을 지니거나 흑인에 대해 '시끄럽고 가난하고 범죄자일 것이다'라는 식의 믿음을 가지는 경우를 산정할 수 있다. 이것이 바로 성급한 일반화의 일부이다.

### 그 밖의 예
후지산은 활화산이다.
아소산도 활화산이다.
피나투보 산도 활화산이다.
마욘 산도 활화산이다.
따라서 모든 화산은 활화산이다.
당연히 휴화산이라고 불리는 것도 존재한다. (구체적으로는 백두산)
위의 예 이외의 것도 모두 옳다는 것이 증명될 수 있는 경우에는 타당하다. 예를 들면,
사자는 초식동물이 아니다.
호랑이는 초식동물이 아니다.
치타는 초식동물이 아니다.
그러므로 고양이과 종에서 초식동물은 존재하지 않는다.
라는 증명은 타당하다.
혹은 반례가 제시될 경우에도 그것이 극히 특정한 소수에 한정된것이 확인 가능한 경우에는 역시 그대로 유효하다. 예를 들면,
까마귀는 날 수 있다.
참새는 날 수 있다.
뻐꾸기는 날 수 있다.
그러므로 모든 새는 날 수 있다.
라는 증명의 경우 펭귄이나 타조등과 같이 날 수 없는 새도 존재하지만 새 전체로 보면 극히 소수이다. 문제는 그것을 확인하는 방법에 달려있다.
달에는 동식물이 없다. (엄밀히 따지면 달은 행성이 아니라 위성이다) 수성도 같은 경우다.
화성도 같은 경우다.
그러므로 지구 이외에 동식물이 있는 행성은 없다.
라는 논증은 엄청난 천체의 수로부터 생각한 나머지 나타난 예가 소수이며 태양계 이외의 천체에 대해서는 확인 할 수 있는 방법이 없으므로 성급한 일반화라고 말할 수 있을 것이다.
수학과 같이 엄격하면서도 정밀한 논증이 가능한 분야에서는 연역적으로 논증 하거나 수학적 귀납법과 같은 방법을 사용해서 증명하는 것이 가능하다. 하지만 이 일은 그것이 간단하다는 것을 의미하지는 않는다.